# Microncotrematoides inversum
Microncotrematoides inversum är en plattmaskart. Microncotrematoides inversum ingår i släktet Microncotrematoides och familjen Dactylogyridae. Inga underarter finns listade i Catalogue of Life.